# Вечный огонь (альбом)
«Вечный огонь» — четырнадцатый студийный альбом российской группы «Ленинград», выпущенный 3 октября 2011 года. Релиз состоялся на сайте журнала «Большой город». На CD альбом не издавался, на виниле LP альбом вышел в 2013.

## История
28 сентября 2011 года на официальном сайте группировки появилось сообщение, содержащее обложку альбома и подпись: «Через неделю…». Одновременно с этим на сайте «Большого Города» появилось видеообращение Сергея Шнурова. Однако уже 3 октября на странице группировки появилась ссылка на скачивание. Позднее она была убрана и заменена на ссылку на сайт журнала «Большой город», где и состоялся релиз (предположительно, сайт группировки не справлялся с большим количеством желающих скачать альбом).
Трек-лист держался в секрете до момента издания. Но незадолго до релиза в ротации Нашего Радио появились песни «Любит наш народ» и «Первое свидание». Учитывая это, была велика вероятность того, что эти песни войдут в альбом.
Сам Сергей Шнуров в интервью для «РИА Новости» так охарактеризовал свою новую работу:
Здесь есть налет советской эстрады, фанк и диско, дурно понятые советскими композиторами, и это все преломлено через призму моего больного сознания. Я бы это назвал стилем „пельмени-вестерн“, там есть какие-то ковбойские наигрыши, в советском понимании.

## Состав
- Сергей Шнуров — вокал, гитара, музыка, тексты.
- Юлия Коган — вокал, бэк-вокал
- Всеволод «Севыч» Антонов — бэк-вокал, перкуссии.
- Александр «Пузо» Попов — большой барабан.
- Константин Лимонов — гитара.
- Андрей Антоненко — туба.
- Алексей Канев — саксофон.
- Алексей «Микшер» Калинин — перкуссия, ударные.
- Андрей Кураев  — бас.
- Григорий Зонтов — саксофон.
- Роман Парыгин — труба.
- Илья «Пианист» Рогачевский — клавиши.
- Денис Можин — барабаны.
- Владислав Александров — тромбон.

## Список композиций
| №  | Название                                          | Длительность |
| -- | ------------------------------------------------- | ------------ |
| 1. | «Любит наш народ (feat. Вася Обломов & Noize MC)» | 3:38         |
| 2. | «Дым и вода»                                      | 2:41         |
| 3. | «Первое свидание»                                 | 2:28         |
| 4. | «Всё, пока»                                       | 3:02         |
| 5. | «Сила Руси»                                       | 2:38         |
| 6. | «Верность»                                        | 2:59         |
| 7. | «Когда-нибудь»                                    | 3:24         |
| 8. | «Прогресс»                                        | 2:25         |
| 9. | «Пиздец»                                          | 2:35         |

## Видеоклипы
Вместе с выходом альбома был выпущен клип на песню «Сила Руси». Затем были сняты клипы на песни «Прогресс» и «Всё, пока». Позже появился клип на песню «Любит наш народ», в котором исполнителями были Сергей Шнуров, Вася Обломов и Noize MC.

## Интересные факты
Песня «Всё, пока» стилистически напоминает стихотворение поэта Орлуши «Заебало» и предваряется благодарностью автору.